# دهستان سردشت (بهبهان)
دهستان سردشت نام دهستانی در بخش زیدون شهرستان بهبهان، استان خوزستان در ایران است. بر اساس سرشماری مرکز آمار ایران در سال ۱۳۸۵، جمعیت آن ۴۴۸۷ نفر (۹۳۳ خانوار) بوده‌است.